# SN 2001ji
SN 2001ji – supernowa odkryta 9 grudnia 2001 roku w galaktyce A022912+0051. W momencie odkrycia miała maksymalną jasność 23,20m.